# Drânceni
Drânceni je rumunská obec v župě Vaslui. Žije zde přibližně 4 000 obyvatel. Obec leží na východě Rumunska a její území sousedi s Moldavskem. Skládá se ze šesti částí.

## Části obce
- Drânceni – 546 obyvatel
- Ghermănești – 1 590 obyvatel
- Albița – 67 obyvatel
- Băile Drânceni – 36 obyvatel
- Râșești – 1 700 obyvatel
- Șopârleni – 17 obyvatel